# Basri Dirimlili
Basri Dirimlili (ur. 7 czerwca 1929 w Silistrze, zm. 17 września 1999) – piłkarz turecki grający na pozycji obrońcy. W swojej karierze rozegrał 27 meczów w reprezentacji Turcji.

## Kariera klubowa
Karierę piłkarską Dirimlili rozpoczął w klubie Eskişehir Demirspor. Grał w nim do 1951 roku i wtedy też przeszedł do stambulskiego Fenerbahçe SK. W Fenerbahçe grał zarówno w Istanbul Lig, jak i w utworzonej w 1959 roku lidze tureckiej. Z klubem tym trzykrotnie wygrywał Ligę Stambułu w latach 1953, 1957 i 1959. Dwukrotnie był mistrzem Turcji (1959 i 1961) oraz dwukrotnie wicemistrzem (1960 i 1962). W 1963 roku odszedł do klubu Karşıyaka SK z Izmiru. W 1964 roku zakończył w nim swoją karierę.

## Kariera reprezentacyjna
W reprezentacji Turcji Dirimlili zadebiutował 25 maja 1953 roku w wygranym 2:1 towarzyskim meczu ze Szwajcarią. W 1954 roku został powołany do kadry na mistrzostwa świata w Szwajcarii. Na tym turnieju rozegrał trzy mecze: z RFN (1:4), z Koreą Południową (7:0) i ponownie z RFN (2:7). Od 1953 do 1961 roku rozegrał w kadrze narodowej 27 meczów.
W 1952 roku Dirimlili wziął udział w letnich igrzyskach olimpijskich w Helsinkach.
| Mecze i gole w reprezentacji | Mecze i gole w reprezentacji | Mecze i gole w reprezentacji | Mecze i gole w reprezentacji | Mecze i gole w reprezentacji | Mecze i gole w reprezentacji | Mecze i gole w reprezentacji |
| #                            | Data                         | Stadion                      | Rywal                        | Wynik                        | Gol                          | Rozgrywki                    |
| 1953                         | 1953                         | 1953                         | 1953                         | 1953                         | 1953                         | 1953                         |
| ---------------------------- | ---------------------------- | ---------------------------- | ---------------------------- | ---------------------------- | ---------------------------- | ---------------------------- |
| 1.                           | 25.05.1953                   | Berno, Szwajcaria            | Szwajcaria                   | 2:1                          | 0                            | towarzyski                   |
| 2.                           | 05.06.1953                   | Stambuł, Turcja              | Jugosławia                   | 2:2                          | 0                            | towarzyski                   |
| 1954                         |                              |                              |                              |                              |                              |                              |
| 3.                           | 14.03.1954                   | Stambuł, Turcja              | Hiszpania                    | 1:0                          | 0                            | el. MŚ 1954                  |
| 4.                           | 17.03.1954                   | Rzym, Włochy                 | Hiszpania                    | 2:2                          | 0                            | el. MŚ 1954                  |
| 5.                           | 17.06.1954                   | Berno, Szwajcaria            | RFN                          | 1:4                          | 0                            | MŚ 1954                      |
| 6.                           | 20.06.1954                   | Genewa, Szwajcaria           | Korea Południowa             | 7:0                          | 0                            | MŚ 1954                      |
| 7.                           | 23.06.1954                   | Zurych, Szwajcaria           | RFN                          | 2:7                          | 0                            | MŚ 1954                      |
| 8.                           | 17.10.1954                   | Sarajewo, Jugosławia         | Jugosławia                   | 1:5                          | 0                            | towarzyski                   |
| 1955                         |                              |                              |                              |                              |                              |                              |
| 9.                           | 03.04.1955                   | Stambuł, Turcja              | Francja                      | 0:0                          | 0                            | Mediterranean Cup 1953/1957  |
| 10.                          | 25.12.1955                   | Paryż, Francja               | Francja                      | 1:3                          | 0                            | Mediterranean Cup 1953/1957  |
| 1956                         |                              |                              |                              |                              |                              |                              |
| 11.                          | 01.05.1956                   | Stambuł, Turcja              | Brazylia                     | 0:1                          | 0                            | towarzyski                   |
| 12.                          | 16.11.1956                   | Stambuł, Turcja              | Polska                       | 1:1                          | 0                            | towarzyski                   |
| 13.                          | 25.11.1956                   | Praga, Czechosłowacja        | Czechosłowacja               | 1:1                          | 0                            | towarzyski                   |
| 1957                         |                              |                              |                              |                              |                              |                              |
| 14.                          | 05.04.1957                   | Kair, Egipt                  | Egipt                        | 4:0                          | 0                            | Mediterranean Cup 1953/1957  |
| 15.                          | 19.05.1957                   | Warszawa, Polska             | Polska                       | 1:0                          | 0                            | towarzyski                   |
| 16.                          | 06.11.1957                   | Madryt, Hiszpania            | Hiszpania                    | 0:3                          | 0                            | towarzyski                   |
| 17.                          | 08.12.1957                   | Ankara, Turcja               | Belgia                       | 1:1                          | 0                            | towarzyski                   |
| 1958                         |                              |                              |                              |                              |                              |                              |
| 18.                          | 26.10.1958                   | Bruksela, Belgia             | Belgia                       | 1:1                          | 0                            | towarzyski                   |
| 19.                          | 02.11.1958                   | Bukareszt, Rumunia           | Rumunia                      | 0:3                          | 0                            | el. ME 1958                  |
| 20.                          | 07.12.1958                   | Ankara, Turcja               | Bułgaria                     | 0:0                          | 0                            | towarzyski                   |
| 21.                          | 18.12.1958                   | Stambuł, Turcja              | Czechosłowacja               | 1:0                          | 0                            | towarzyski                   |
| 1959                         |                              |                              |                              |                              |                              |                              |
| 22.                          | 26.04.1959                   | Stambuł, Turcja              | Rumunia                      | 2:0                          | 0                            | el. ME 1958                  |
| 23.                          | 10.05.1959                   | Stambuł, Turcja              | Holandia                     | 0:0                          | 0                            | towarzyski                   |
| 1960                         |                              |                              |                              |                              |                              |                              |
| 24.                          | 08.06.1960                   | Ankara, Turcja               | Szkocja                      | 4:2                          | 0                            | towarzyski                   |
| 1961                         |                              |                              |                              |                              |                              |                              |
| 25.                          | 01.06.1961                   | Oslo, Norwegia               | Norwegia                     | 1:0                          | 0                            | el. MŚ 1962                  |
| 26.                          | 18.06.1961                   | Moskwa, ZSRR                 | ZSRR                         | 0:1                          | 0                            | el. MŚ 1962                  |
| 27.                          | 08.10.1961                   | Stambuł, Turcja              | Rumunia                      | 0:4                          | 0                            | towarzyski                   |